# Ixora mooreensis
Ixora mooreensis là một loài thực vật có hoa trong họ Thiến thảo. Loài này được (Nadeaud) Fosberg mô tả khoa học đầu tiên năm 1937.